# Bulbostylis tuerckheimii
Bulbostylis tuerckheimii är en halvgräsart som beskrevs av Ignatz Urban. Bulbostylis tuerckheimii ingår i släktet Bulbostylis och familjen halvgräs. Inga underarter finns listade i Catalogue of Life.